# Llotja (teatre)

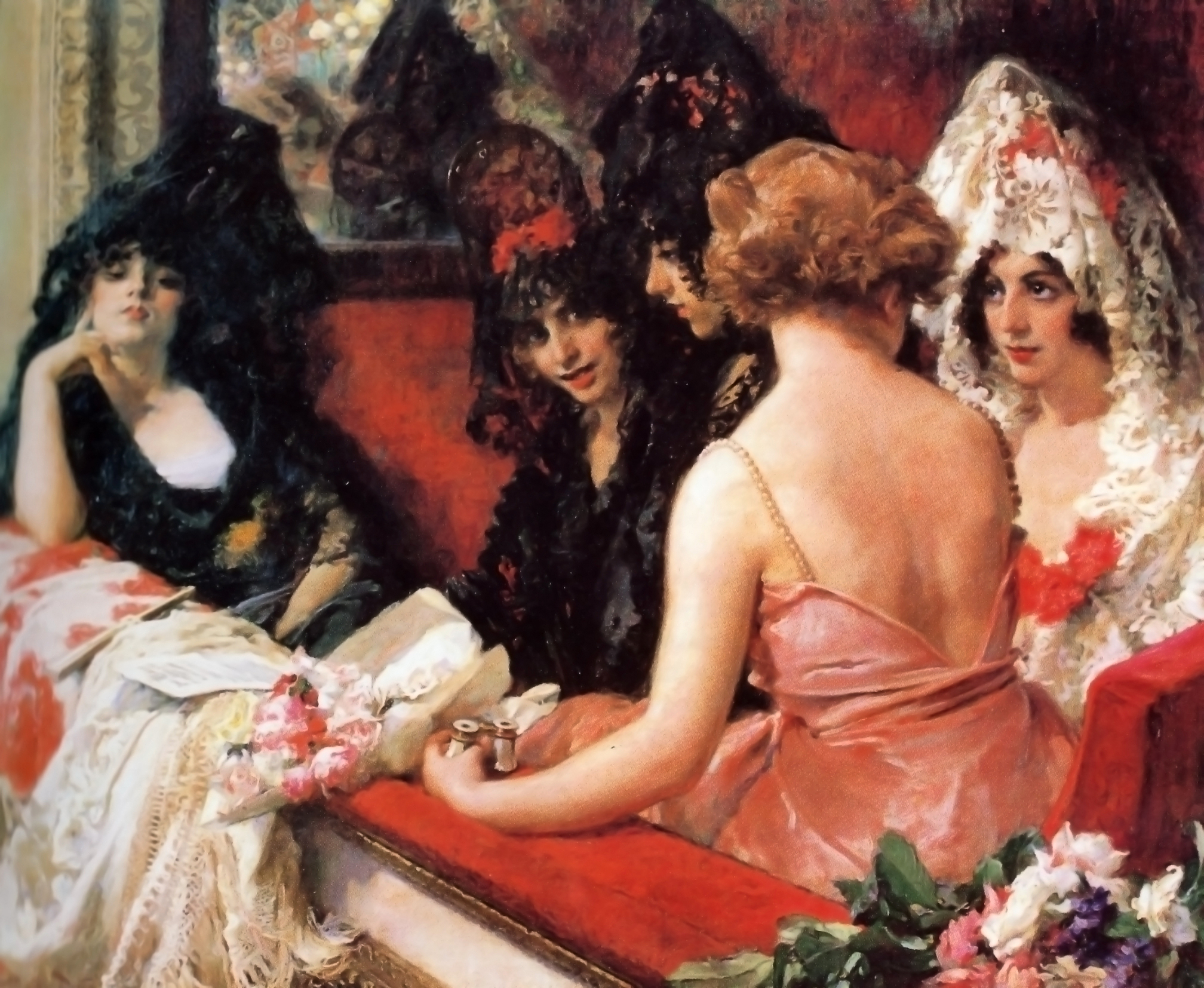
Dones en una llotja d'un teatre a la italiana

Una llotja és un compartiment amb seients per a uns pocs espectadors, separat de la resta de localitats i sovint elevat, com un balcó, en un teatre, sala d'espectacles o en alguns tipus de camps d'esports. Té un cert grau d'independència, en estar separats dels altres, i de llibertat, ja que sovint els seients es poden desplaçar dintre de la llotja i tenen més espai entre ells que els que estan enganxats a terra a platea, per exemple. També solen tenir més independiència al seu accés que altres localitats més generals.